# Cycloonbank
De Cycloonbank is een gedenkbank in de Gelderse plaats Neede. Het monument is opgericht ter herinnering aan de stormramp die zich op 1 juni 1927 tussen Lichtenvoorde en Neede in alle hevigheid manifesteerde. Het monument werd onthuld op 6 juli 1928.

## De ramp
De ramp vertrok zich in de namiddag en vroege avond van 1 juni 1927. Hoewel de ramp als cycloon werd aangeduid, ging het volgens huidige inzichten om een buienlijn met daarin een F4-tornado. De buienlijn trok van zuidwest naar noordoost over de Achterhoek. In Neede werden het spooremplacement, een textielfabriek en verschillende huizen getroffen.

## Het monument
Initiatief voor het monument werd genomen door de vereniging Volksvermaak uit Neede. Na een optocht door het dorp en een toespraak van voorzitter A.Th. Planten, nam burgemeester Sijo Kornelius Haitsma Mulier de bank namens de gemeente in ontvangst.

Architect Markerink uit Neede had de bank ontworpen. Hij bedacht een bank van bakstenen met een zitting, rugleuning en armleuningen van natuursteen. De bank heeft aan weerszijden een knik. Bovenop plaatste Markerink een getrapt motief van baksteen, uitlopend in een punt. Hierin is een natuurstenen plaquette opgenomen met de tekst:
hier woedde de cijcloon
i-vi-mdcdxxvii
4,05 's-namiddags